# Antonius van Uden
Antonius van Uden, auch Toine van Uden, (* 17. November 1912 in Budel, Noord-Brabant, Niederlande; † 25. September 2008 in Houthem, Limburg, Niederlande) ist ein niederländischer Pädagoge und promovierter Psychologe. Er gilt als einer der bedeutendsten europäischen Gehörlosenpädagogen der zweiten Hälfte des 20. Jahrhunderts und Pionier der auditiv-verbalen Erziehung.

## Leben
Antonius Maria Johannes van Uden wurde am 22. Mai 1937 zum Priester geweiht und begann 1938 seine Arbeit am Instituut voor Doven (Nachfolger Viataal, Kentalis) in Sint-Michielsgestel, wo er bis 1977 tätigt war und das Institut weltweit bekannt machte.
In den 1950er Jahren begann er die Gehörlosenschulung mit dem Ziel gehörlose Kinder so zu fördern und zu unterrichten, dass sie Laut- und Schriftsprache erwerben konnten, um ihnen die soziale und berufliche Integration in der hörenden Gesellschaft zu ermöglichen.
Er konnte noch nicht mit Kindern in den ersten Lebensjahren – während der basalen Sprachentwicklung – arbeiten und die Hörgerätentwicklung war noch in den Anfängen. So entwickelte er aus der Praxis heraus und für die Praxis verschiedene Methoden, um seinem Ziel näher zu kommen. Er löste sich von der konstruktiven, regulierten Methode und wechselte zur aktiv-handlungsorientierten, wo beim Spracherwerb das Gespräch die Handlung ist. Weil die Hörgeräte das Restgehör noch nicht genügend unterstützen konnten, war die Antlitzgerichtetheit noch wichtiger als die Hörgerichtetheit. Deshalb wurden die Gespräche visualisiert und im Erlebnisheft oder an der Tafel als Lesestück verschriftet. Damals galten gehörlose Kinder noch als Seh-Kinder.
Bereits in den 1950er-Jahren benutzte van Uden die Schallwahrnehmung zur maximalen Ausnutzung der Hörreste und arbeitete intensiv mit Audiologen zusammen. 1980 bekam Sint-Michielsgestel dank seinem Einsatz einen eigenen qualifizierten Audiologen.
1977 wurde er pensioniert. Er war aber weiterhin als Berater, Leiter der Forschungsgruppe und Nachwuchstrainer tätig. An seinen Internationalen Short Courses nahmen von 1982 bis 1994 insgesamt 250 Teilnehmer aus aller Welt teil.

## Werk
Van Uden war vielseitig tätig als Gehörlosenlehrer, Pastoralarbeiter, promovierter Psychologe, Diagnostiker, Wissenschaftler und Dozent. Er war Pragmatiker und entwickelte seine Methoden aus der Praxis. Seine bekanntesten Methoden sind: Gesprächsmethode, Reflektierende Muttersprachmethode, Auffangen und Doppelrolle, Emotion und Empathie, Lesestück – verschriftliches Gespräch, Tagebuch und Erlebnisheft, Rhythmuswahrnehmung über Vibrationsempfinden und Restgehör, Musikunterricht: Musik, Tanz und Rhythmus, Hören, Sprechen und Sprache.
Van Uden entwickelte und arbeitete mit seinen Methoden am Instituut voor Doven in St. Michielsgestel. Im damaligen Schulunterricht wurden auch unterstützende Systeme wie Lautbegleitende Gebärden (LBG) und Phonembestimmtes Manual System (PMS) hinzugezogen.
Als Gehörlosenlehrer war er davon überzeugt, dass das gehörlose Kind über die Lautsprache, insbesondere über die präsentierende Sprache der Mutter, lernen kann. Bei seiner Methode, die er Muttersprachlich Reflektierende Methode (M. R. M.) genannt hat, gibt die Mutter die Äußerungen des Kindes in sprachlich richtiger Form wieder (Doppelrolle) in dem sie melodisch und klar artikuliert spricht, um dem Kind die Chance zum Absehen zu geben. Das Lallen des gehörlosen Kindes soll aufgegriffen und gefördert werden (Fangmethode), wobei es merken soll, dass es mit seinen Lauten, auch wenn es sie selber nicht hört, etwas bewirken kann. Damit lernt das Kind – nach van Uden – das Gehör zu benutzen, das heißt schallgerichtet zu sein. Zusätzlich kann heute die Hörfähigkeit mit Hörhilfen (moderne Hörgeräte, Cochleaimplantat) verstärkt werden. Diese Methode ist eine erweiterte Form der oralen Methode. Das Ziel ist, durch einen interaktionalen Sprachaufbau eine Lautsprachkompetenz zu erwerben, um im Alltag kommunizieren zu können, um sich in der hörende Welt integrieren zu können.
Seine Methoden und Konzepte waren umfangreich, zusammenhängend, schlüssig und in sich geschlossen. Nicht die aufgrund der damaligen Möglichkeiten konkret-praktische Umsetzung und Gestaltung sind zukunftsfähig, sondern die Prinzipien und die Grundgedanken. Diese sind dank der modernen Hörgerätetechnologie besser anwendbar und umsetzbar als je zuvor. Seine Methoden können adaptiv, zeitgemäß gestaltet, weiterhin verwendet werden.
Er hat zahlreiche Arbeiten in niederländischer, englischer und auch in deutscher Sprache veröffentlicht.

## Auszeichnungen
- Die Theodor-Hellbrügge-Stiftung verlieh ihm die «Sonnenschein-Medaille – Miteinander wachsen» für sein Lebenswerk.[2]

## Veröffentlichungen (Auswahl)
- A World of Language for Deaf Children. Rotterdam University Press, 1968
- Schulbildung für gehörlose Kinder. Verlag Hörgeschädigte Kinder, 1969
- Dove kinderen leren spreken. Verlag Universitaire pers, Rotterdam 1974.
- Eine Welt der Sprache für gehörlose Kinder. Muttersprachlich reflektierte Lautsprachmethode und  psycholinguistische Erkenntnisse für die Gehörlosenbildung. Villingen 1976.
- Das gehörlose Kind. Fragen zu seiner Entwicklung und Förderung. Verlag Julius Groos, Heidelberg 1980/1983/1994
- Gebärdensprachen von Gehörlosen und Psycholinguistik. Eine kritische Auseinandersetzung. Verlag Julius Groos, Heidelberg 1987.
- Das gehörlose Kind – Fragen zu seiner Entwicklung und Förderung – Untersuchungen zur Körpersprache, Phonetik, Psycholinguistik und Soziologie. Hörgeschädigten Pädagogik, Beiheft 5. Julius Groos Verlag, Heidelberg 1987
- Teilleistungsstörungen beim gehörlosen Kinde. Diagnose und Therapie. Verlag Julius Groos, Heidelberg 1988.
- mit Armin Löwe: Gebärdensprachen von Gehörlosen und Psycholinguistik. Eine kritische Bestandsaufnahme. HVA Schindele, Heid August 1996